# 룬삐앙
룬삐앙(민난어: lūn-piáⁿ, 중국어 간체자: 润饼, 정체자: 潤餅, 병음: rùnbǐng 룬빙[*])은 동남아시아에서 즐겨 먹는 푸젠·차오저우식 롤 요리이다. 중국의 푸젠과 차오저우, 그리고 이곳 출신 이주민이 많은 동남아시아 국가에서 먹는 청명절 음식이다.

## 이름
민난어 룬삐앙(lūn-piáⁿ)은 중국어 룬빙(润饼, 潤餅, rùnbǐng)에 대응한다. 중국과 타이완에서는 룬빙쥐안(润饼卷, 潤餅卷, rùnbĭngjuăn)으로도 불린다.
필리핀에서는 룸피야(타갈로그어: lumpiya)로 알려져 있다. 인도네시아에서는 룸피아(인도네시아어: lumpia)라 부른다.

## 사진 갤러리

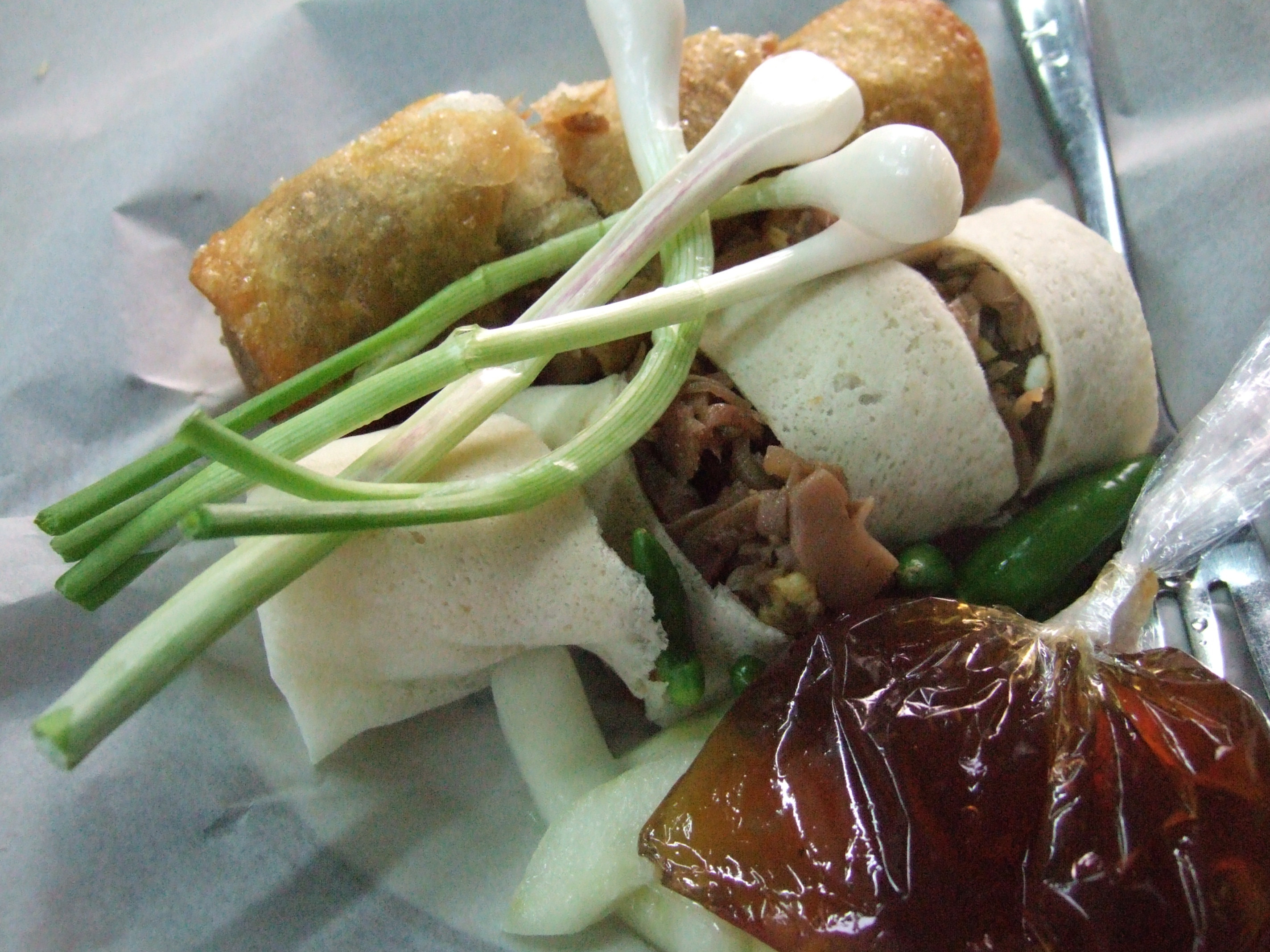
인도네시아의 룸피아 스마랑
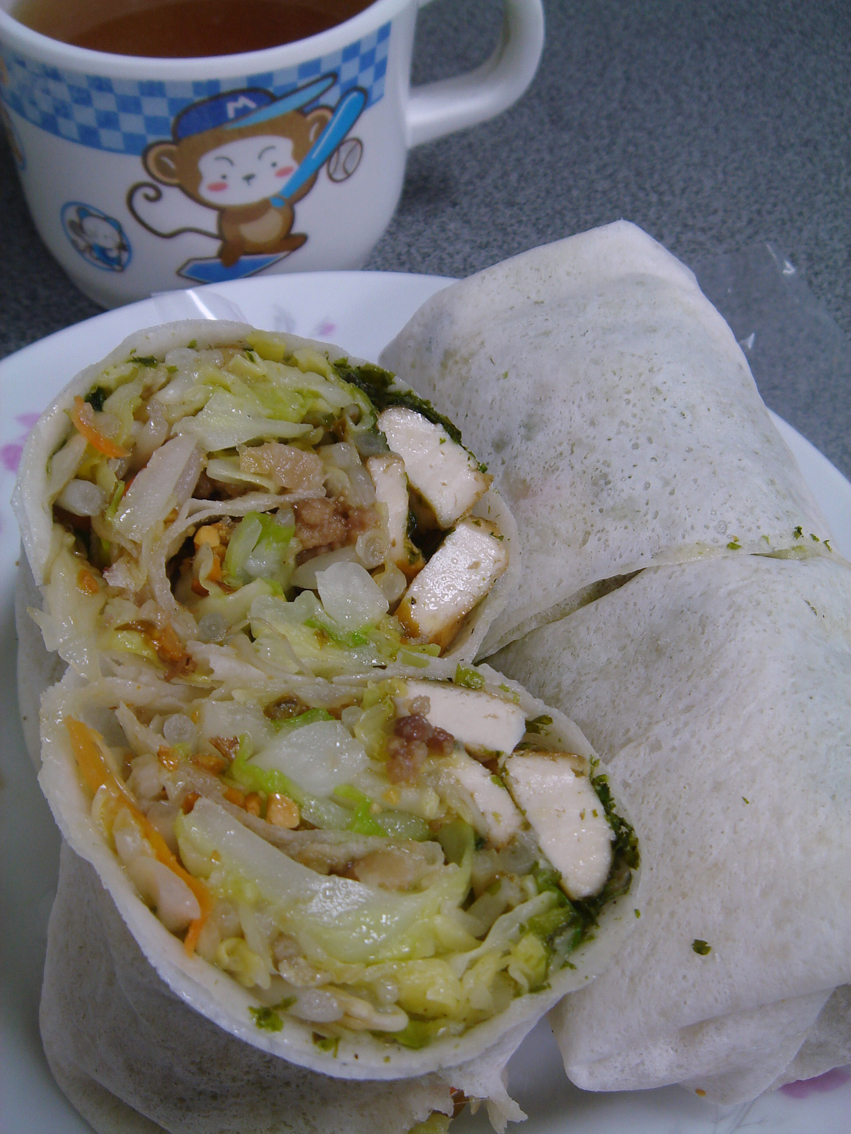
타이완의 룬빙
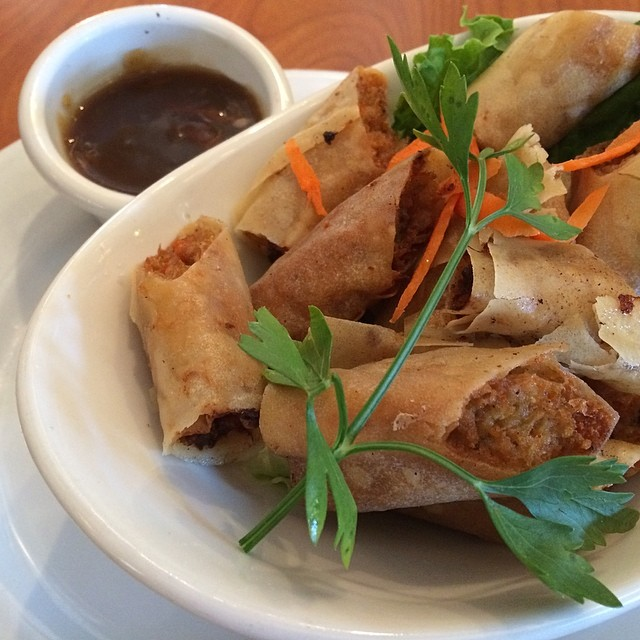
필리핀의 룸피양 샹하이
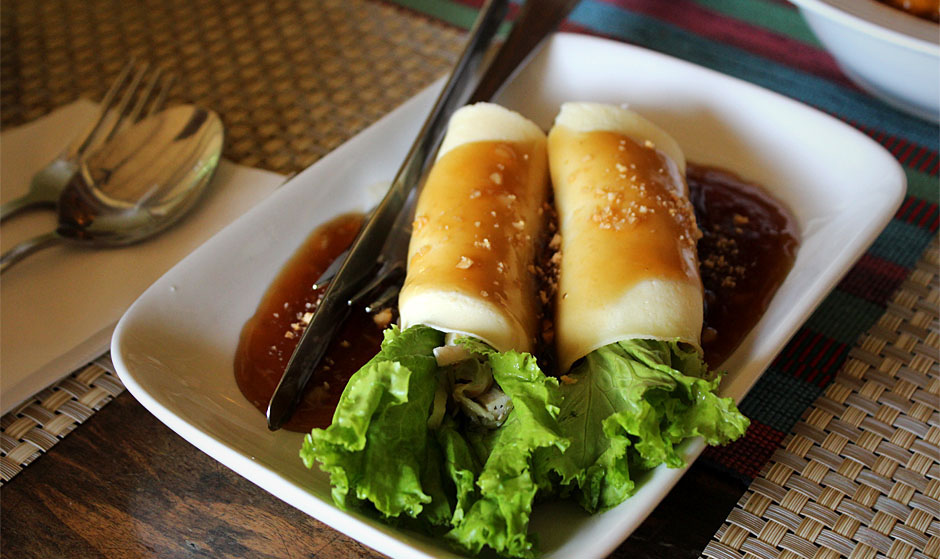
필리핀의 룸피양 우보드

## 같이 보기
- 뻐삐앙